# Get Outta My Way
Singles de Kylie Minogue
All the lovers Higher
Get Outta My Way, est le 2e single de l'album Aphrodite de la chanteuse australienne Kylie Minogue. 
Il est sorti 17 septembre 2010 sous format numérique, le 24 septembre 2010 en format physique en Allemagne et en Australie, le 27 septembre 2010 toujours physique, en Angleterre et reste du monde.
Sa promotion dans des radios en Angleterre a commencé le 25 août 2010. La campagne promotionnelle du morceau a commencé avec le passage à la télévision américaine lors de l'émission America's Got Talent.
Le 3 septembre 2010 le clip a été dévoilé. 